# John F. Coates
John Francis Coates (Swansea, 30 de marzo de 1922 - Bath, 10 de julio de 2010) fue un arquitecto naval británico conocido por sus estudios sobre la construcción de las trirremes de la Antigua Grecia. Sus investigaciones condujeron a la construcción de la Olympias, la primera réplica a tamaño real y funcional de una trirreme, lo que permitió conocer mejor cómo se construía y usaba este tipo de barco. También investigó la construcción de barcos en el norte de Europa durante la Edad de Bronce, especialmente el barco Ferriby y los Barcos de Dover de esa época.

## Carrera
Coates nació y se crio en Swansea, hijo de los químicos Ada y Joseph E. Coates, este profesor de Química en el University College of Swansea. Estudió en el Clifton College y cursó Ingeniería en The Queen's College (Oxford). Se alistó en el Royal Corps of Naval Constructors y en 1943 prestó servicio en convoyes por el Ártico. Tras la guerra siguió trabajando para el Almirantazgo. Diseñó nuevos salvavidas inflables y balsas salvavidas, por los que recibió la Orden del Imperio Británico en 1955. Prestó servicios en el Almirantazgo hasta 1979.

## Reconstrucción de una trirreme

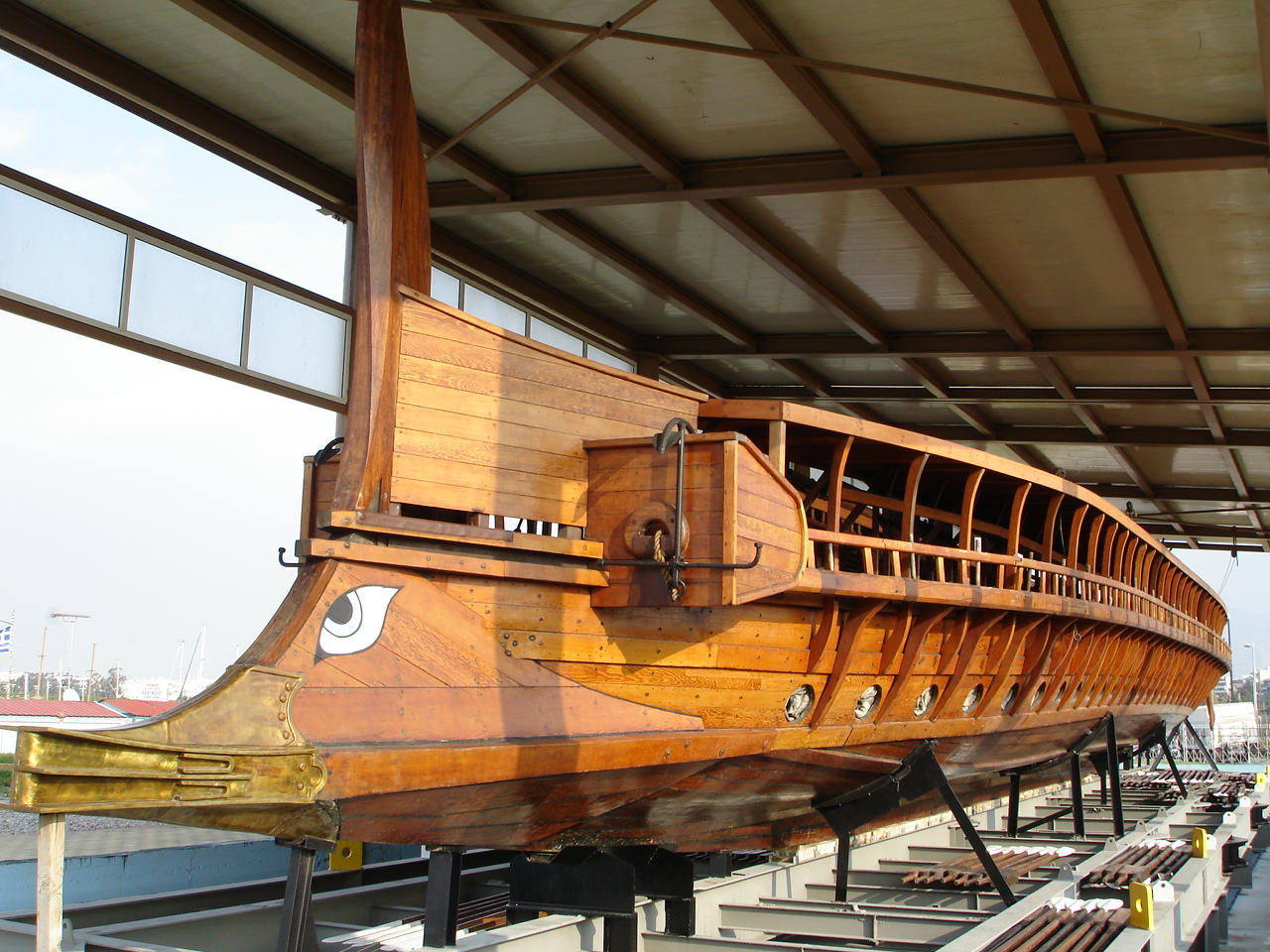
Olympias, reconstrucción a escala real de una trirreme ateniense antigua.

En 1982 el profesor John Morrison del Wolfson College (Cambridge) contactó con él para que le ayudara en la investigación previa al diseño de una trireme. Junto con otras personas, fundaron el Trireme Trust, y crearon una serie de rçeplicas a pequeña escala, basándose en documentos históricos y arquitectura naval teórica. Su ttrabajo condujo a la construcción de una réplica a tamaño real, la Olympias, a cargo del gobierno de Grecia en 1987. 
También trabajó con los restos arqueológicos de barcos de la Edad del Bronce del norte de Europa, demostrando que entre 2030-1680 a. C. hubo barcos de tamaño considerable y diseños sofisticado capaces de emprender largas travesías marítimas. 
En 1989 recibió un Honorary Degree (Doctor of Science) de la Universidad de Bath.

## Vida personal
Coates se casó con Jane Waymouth in 1954, quien falleció antes que él en 2008. Falleció el 10 de julio de 2010, dejando dos hijos y cinco nietas.